# 迪耶雷圣皮埃尔
迪耶雷圣皮埃尔（法語：Dierrey-Saint-Pierre，法語發音：[djɛʁɛ sɛ̃ pjɛʁ]）是法国奥布省的一个市镇，属于塞纳河畔诺让区。

## 地理
迪耶雷圣皮埃尔（48°19'41"N, 3°49'36"E）面积21.61 平方千米，位于法国大東部大區奥布省，该省份为法国中北部省份，北起马恩省，西接塞纳-马恩省，西南至约讷省，东南至科多尔省，东临上马恩省。
与迪耶雷圣皮埃尔接壤的市镇（或旧市镇、城区）包括：迪耶雷圣于连、埃什米讷、福-维勒塞夫、马塞、梅尼勒圣卢、勒帕维永圣朱莉、普吕奈-贝尔维尔、维勒卢。

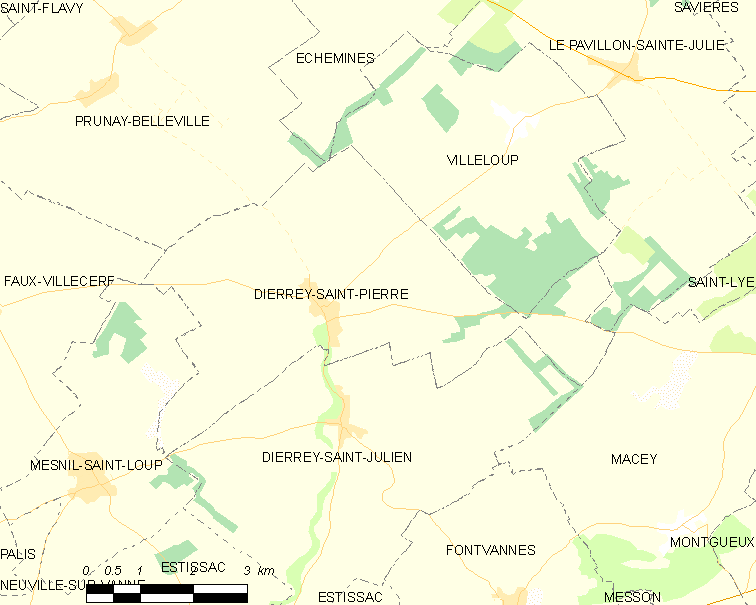
迪耶雷圣皮埃尔的OSM定位图

迪耶雷圣皮埃尔的时区为UTC+01:00、UTC+02:00（夏令时）。

## 行政
迪耶雷圣皮埃尔的邮政编码为10190，INSEE市镇编码为10125。

## 政治
迪耶雷圣皮埃尔所属的省级选区为圣利耶县。

## 人口

1962-2008年间迪耶雷圣皮埃尔人口变化图示

迪耶雷圣皮埃尔于2022年1月1日时的人口数量为307人。